# Berviller-en-Moselle
Berviller-en-Moselle là một xã trong vùng Grand Est, thuộc tỉnh Moselle, quận Boulay-Moselle, tổng Bouzonville. Tọa độ địa lý của xã là 49° 16' vĩ độ bắc, 06° 38' kinh độ đông. Berviller-en-Moselle nằm trên độ cao trung bình là 210 mét trên mực nước biển, có điểm thấp nhất là 207 mét và điểm cao nhất là 362 mét. Xã có diện tích 5,52 km², dân số vào thời điểm 1999 là 447 người; mật độ dân số là 80 người/km².

## Thông tin nhân khẩu
| 1962 | 1968 | 1975 | 1982 | 1990 | 1999 |
| ---- | ---- | ---- | ---- | ---- | ---- |
| 361  | 370  | 387  | 454  | 479  | 447  |